# Ratpenat de cua de beina de Seri
El ratpenat de cua de beina de Seri (Emballonura serii) és una espècie de ratpenat de la família dels embal·lonúrids, que viu a Papua Nova Guinea e Indonèsia, on el seu hàbitat natural són les coves.